# Danny Antonucci
Danny Antonucci (n. 27 februarie 1957 la Toronto) este un scenarist, producător de film canadian, creatorul desenului animat Ed, Edd și Eddy. El a difuzat și scris cele mai multe dintre episoade. Danny s-a inspirat pentru serialul Ed, Edd & Eddy din copilaria sa.

## Șirul caracterelor
Primul caracter din Ed, Edd și Eddy este prost, îi place sosul de friptură și untul pe pâine prăjită. Următorul este Eddy, cel care orchestrează înșelăciunile. Apoi, Double D, care este inteligent. Danny a creat o gamă largă de caractere, inclusiv Johnny, Rolf și surorile Kanker, care au dus la un desen animat de jumătate de oră plin de distracție și aventură.

## Prezent
Danny Antonucci are un mare succes ca desenator, scriitor și ca regizor al Ed, Edd și Eddy.

## Filmografie

### Filme
| An   | Titlu                   | Rol                                         |
| ---- | ----------------------- | ------------------------------------------- |
| 1981 | Heavy Metal             | Animator                                    |
| 1984 | Hooray for Sandbox Land | Scurtmetraj Animator principal              |
| 1984 | Anijam                  | Scurtmetraj Artist producție                |
| 1987 | The Chipmunk Adventure  | Asistent animator                           |
| 1987 | Lupo the Butcher        | Scurtmetraj Regizor, animator și compozitor |
| 1989 | Let's Chop Soo-E        | Scurtmetraj Artist de corecție              |
| 1994 | Deadly Deposits         | Scurtmetraj Animator                        |